# Chiesa di San Francesco d'Assisi (Corinaldo)
La chiesa di San Francesco d'Assisi, detta anche, più semplicemente, chiesa di San Francesco e nota pure con il titolo di collegiata, è la parrocchiale di Corinaldo, in provincia di Ancona e diocesi di Senigallia; fa parte della vicaria di Mondolfo-Corinaldo.

## Storia
La primitiva chiesa di San Francesco d'Assisi con annesso convento venne iniziata nel 1265, con la posa della prima pietra alla presenza del cardinale Simone Palatinari; l'edificio probabilmente era già stato ultimato entro il 1281 e fu consacrato nel 1310.
Nel XVI secolo la parrocchiale di San Pietro venne riedificata all'interno della cinta muraria, mentre la chiesa di San Francesco fu interessata da un rifacimento nel biennio 1638-1639.
Quest'ultima venne poi ricostruita dalle fondamenta tra il 1752 e il 1759 su progetto dell'architetto arceviese Arcangelo Vici e poi consacrata il 22 settembre 1766.
Nel 1866, in seguito alla soppressione della chiesa di San Pietro, giudicata malsicura per i fedeli, la parrocchialità venne trasferita presso la chiesa di San Francesco; la parrocchia mantenne però la dedica originaria.
Nel 1971 si procedette all'adeguamento liturgico secondo le norme postconciliari mediante l'aggiunta dell'altare rivolto verso l'assemblea.

## Descrizione

### Esterno
L'incompleta facciata a capanna in mattoni della chiesa, rivolta a levante, presenta centralmente il portale d'ingresso e sopra una finestra ad arco ribassato.
Annesso alla parrocchiale è il campanile a base quadrata, la cui cella presenta su ogni lato una monofora a tutto sesto ed è coperta dal tetto a quattro falde.

### Interno
L'interno dell'edificio, la cui pianta è a croce latina, si compone di un'unica ampia navata, sulla quale si affacciano i bracci del transetto e le cappelle laterali, introdotti da archi a tutto sesto, e le cui pareti sono scandite da lesene con capitelli riccamente decorati sorreggenti la trabeazione modanata e aggettante sopra la quale si impostano le volte di copertura; al termine dell'aula si sviluppa il presbiterio, rialzato di tre gradini e chiuso dall'abside di forma semicircolare, nella quale trovano posto gli stalli del coro ligneo.
Qui sono conservate diverse opere di pregio, tra le quali il Crocifisso ligneo, intagliato da Donnino da Urbino nel 1575, le tre tele raffiguranti l'Annunciazione, la Madonna col Bambino insieme ai santi Anna, Giuseppe e Antonio da Padova e l'Assunzione della Vergine, eseguiti da Claudio Ridolfi, e la pala ritraente San Francesco e San Domenico con Cristo irato e la Vergine che lo placa, dipinta da Benedetto Dal Buono.